# Famille Langevin
Cette page explique l’histoire ou répertorie les différents membres de la famille Langevin.
Pour les articles homonymes, voir Langevin.
La famille Langevin est une famille française  originaire de Falaise dont plusieurs membres ont travaillé dans le domaine des sciences physiques, notamment le physicien Paul Langevin (1872-1946), professeur au Collège de France et membre de l'Académie des sciences.

## Origines de la famille
La famille Langevin est originaire de Falaise en Normandie où est né le 8 ventôse an V (26 février 1797) Joseph Langevin qui fut serrurier et épousa Marie-Louise Maillet. Ils eurent pour fils Victor-Charles Langevin (né en 1836), métreur-vérificateur à Paris, qui épousa Marie-Adèlaïde Pinel, petite-nièce de Philippe Pinel, en 1869. De ce mariage sont nés trois fils dont le physicien Paul Langevin (1872-1946),,.

## Généalogie partielle de la famille
- Joseph Langevin, serrurier. Il épouse Marie-Louise Maillet.
  - Victor-Charles Langevin, métreur-vérificateur à Paris. Il épouse Marie-Adélaïde Pinel (1836-1902). De ce mariage, naissent trois fils.
    - Paul Langevin (1872-1946), physicien[4]. Il épouse Jeanne Desfosses (1874-1970) puis vit avec Éliane Montel (1898-1993), physicienne[5].
      - (1) Jean Langevin (1899-1990), physicien[6]. Il épouse Edwige Grandjouan (1898-1992), artiste, fille de Jules Grandjouan (1875-1968).
        - Bernard Langevin dit Tiapa (1926-2018), guide de haute montagne[7]. Il épouse Claire Chavannes, petite-fille du sinologue Édouard Chavannes (1865-1918), puis en secondes noces Annette Mirel (1931-2017), sociologue.
        - Noémie Langevin, biologiste. Elle épouse Yves Koechlin (1922-2011), physicien[8], fils du compositeur Charles Koechlin (1867-1950).
        - Sylvestre Langevin, dit Sylvio, architecte naval. Il épouse Annick Balaresque.

      - (1) André Langevin (1901-1977), physicien[9]. Il épouse Luce Dubus (1899-2002), physicienne[10], fille d'Hermin Dubus (1875-1973), auteur de livres pour enfants.
        - Michel Langevin (1926-1985)[11], physicien. Il épouse Hélène Langevin-Joliot, physicienne, fille de Frédéric Joliot (1900-1958) et Irène Curie (1897-1956)[12].
        - Aline Langevin, professeur d'anglais. Elle épouse Roger Dajoz (1929-2019), biologiste.

      - (1) Madeleine Langevin (1903-1977). Elle épouse Albert Varloteau (1909-1978), syndicaliste.
        - Jacques Varloteau, instituteur. Il épouse Béatrice Thuillier.

      - (1) Hélène Solomon-Langevin[13] (1909-1995), députée[14],[15]. Elle épouse Jacques Solomon (1908-1942), physicien[16], fils d'Iser Solomon (1880-1939), radiologue,  puis André Parreaux (1906-1979), historien[17].
      - (2) Paul-Gilbert Langevin (1933-1986), musicologue[18]. Il épouse Anne-Marie Desbat (1941-2016).
        - Paul-Éric Langevin.
        - Isabelle Langevin.

## Galerie de photos

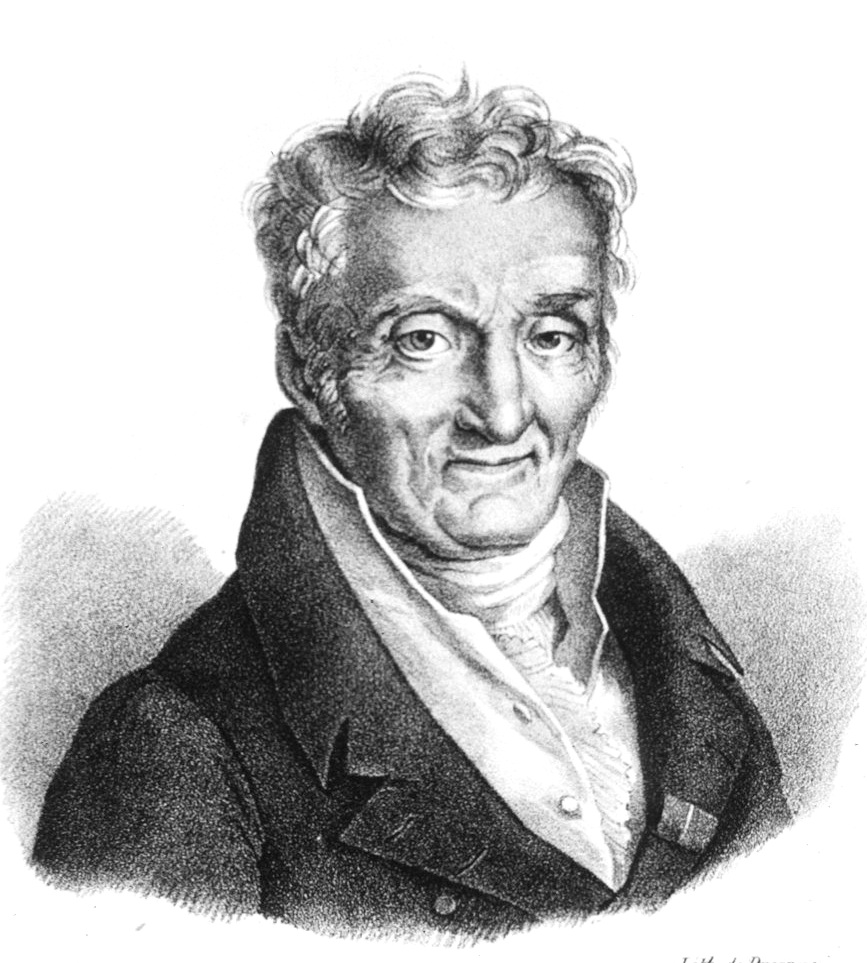
Le médecin Philippe Pinel (1745-1826), arrière-grand-oncle de Paul Langevin.
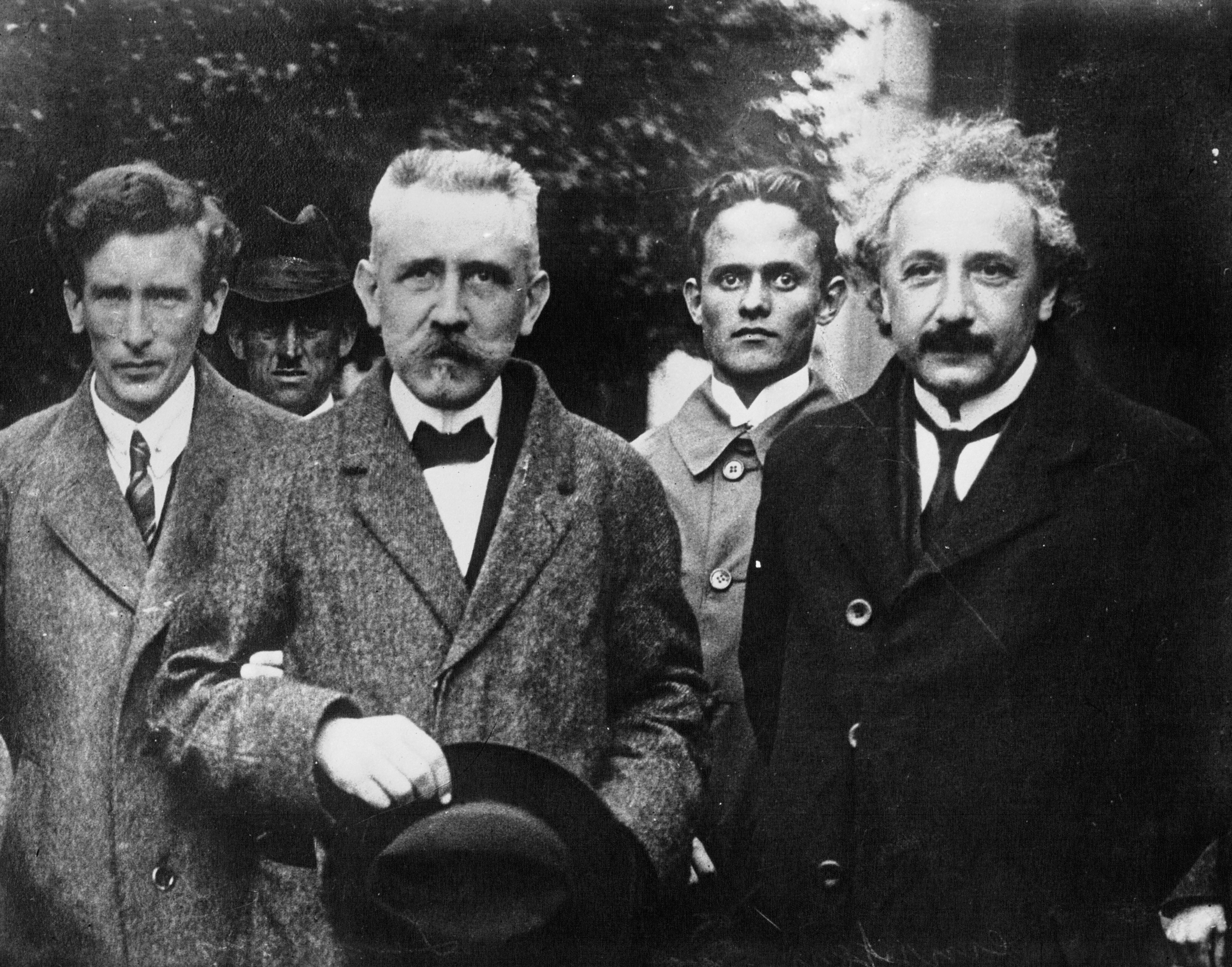
Paul Langevin et Albert Einstein en 1923.
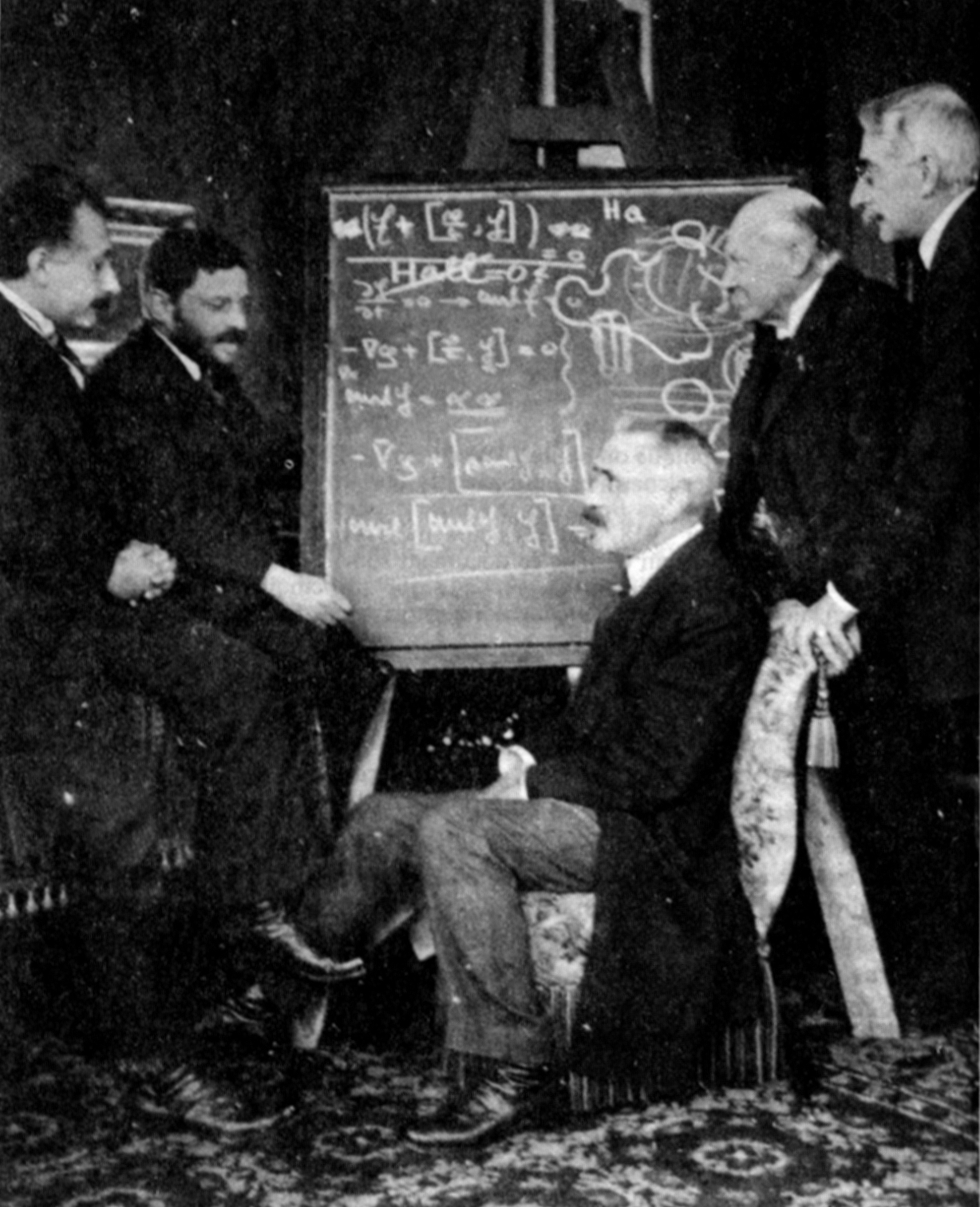
Langevin (assis), à Leyde en 1920, avec Einstein, Ehrenfest, Kamerlingh Onnes et Weiss.
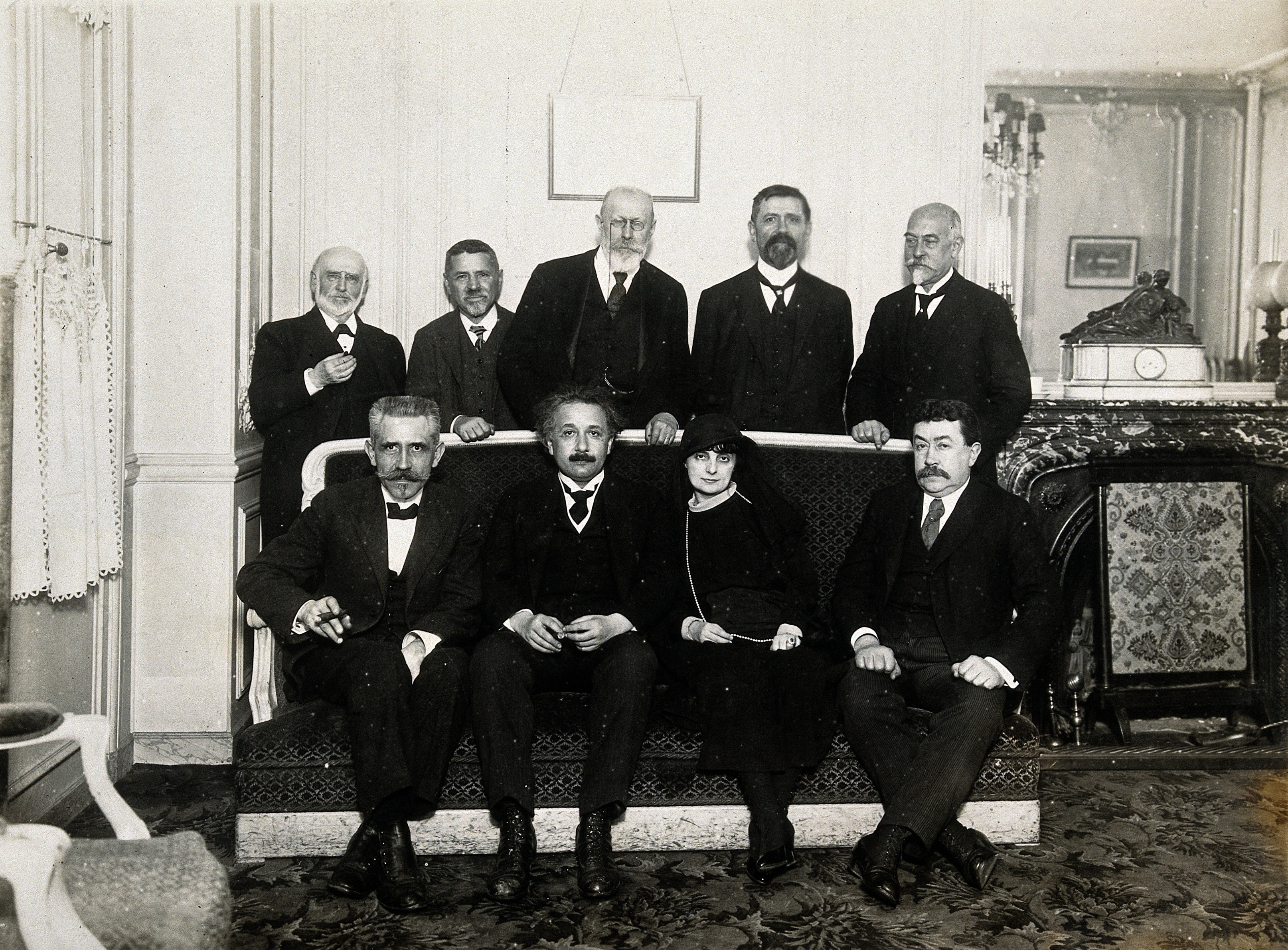
Repas en hommage à Einstein vers 1923, avec Appell, Borel, Painlevé et Anna de Noailles.
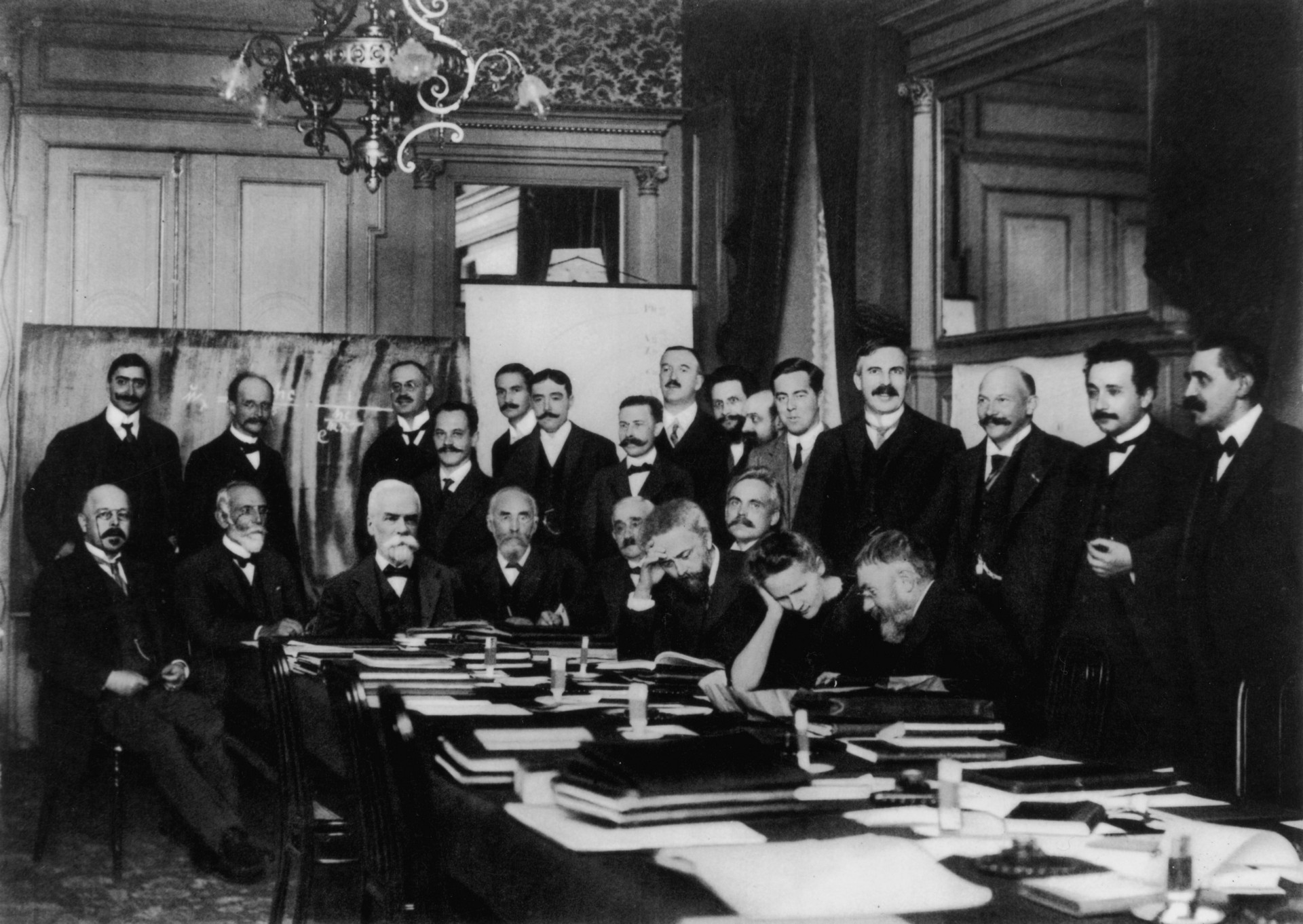
Le premier Congrès Solvay en 1911, Langevin est le premier à droite.
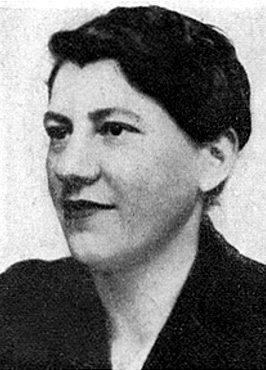
Hélène Solomon-Langevin, fille de Paul Langevin et épouse de Jacques Solomon, en 1945.
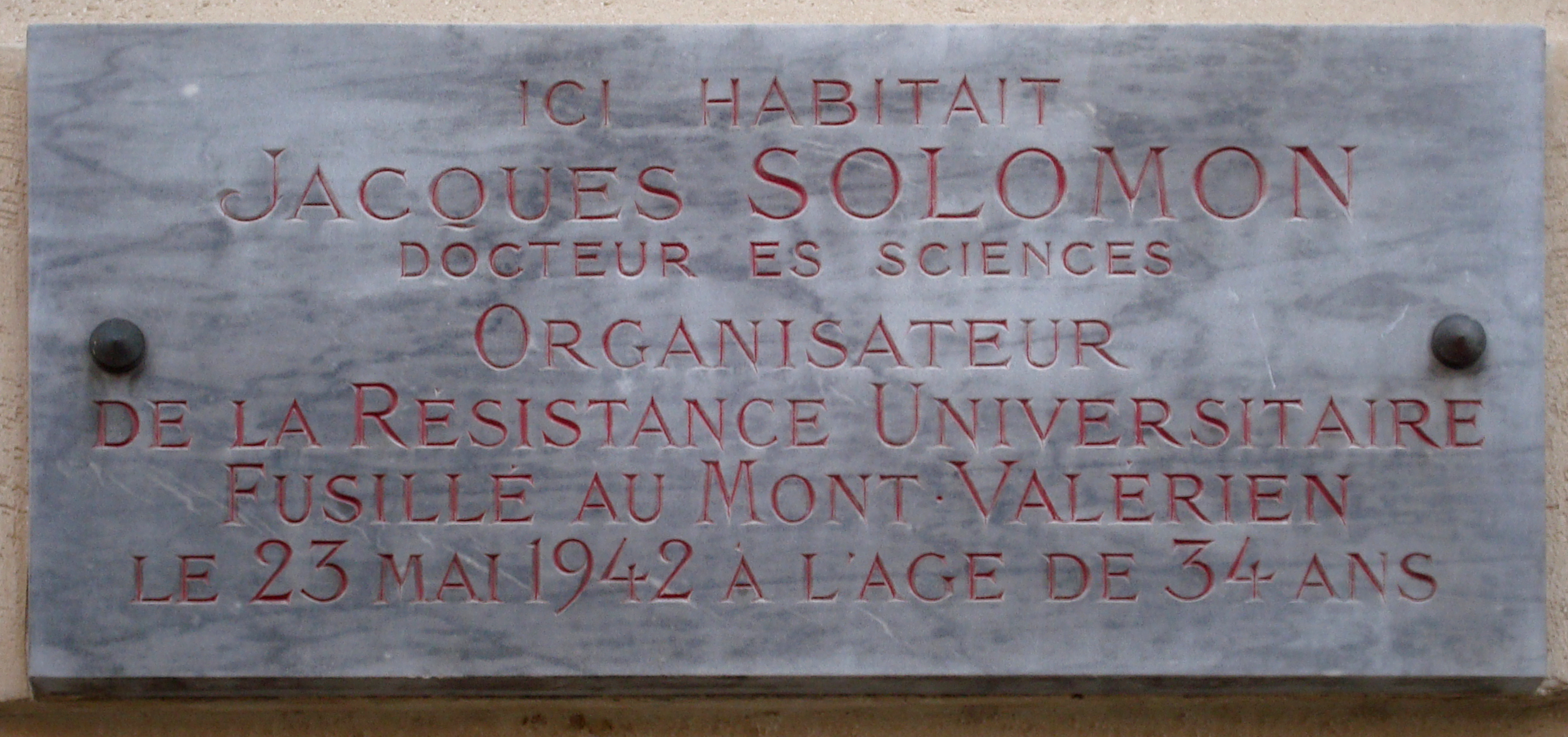
Plaque en hommage à Jacques Solomon, gendre de Paul Langevin, fusillé en 1942.
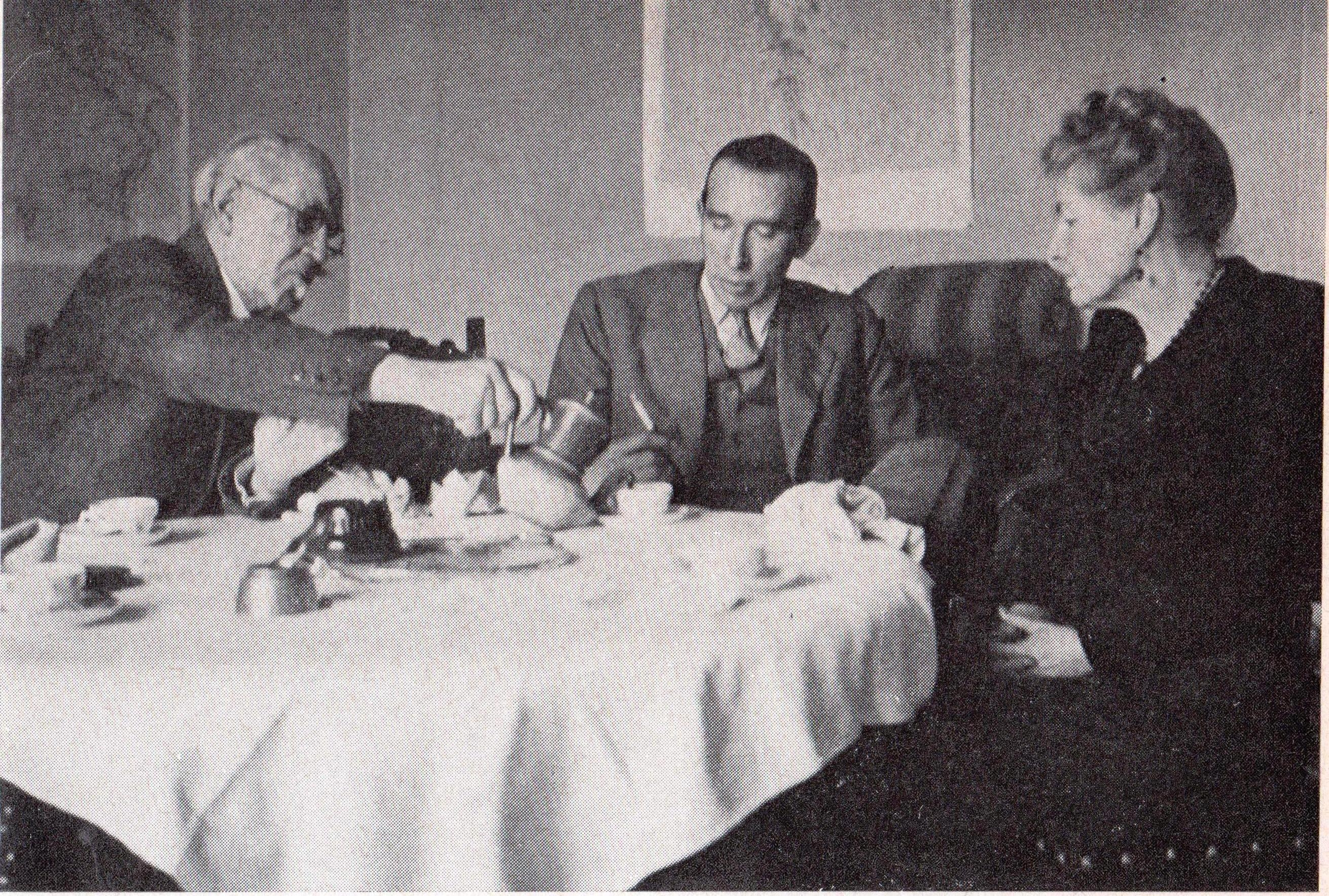
Paul Langevin en résidence surveillée à Troyes en 1944, son épouse Jeanne Desfosses et leur neveu Pierre Bourgeois.
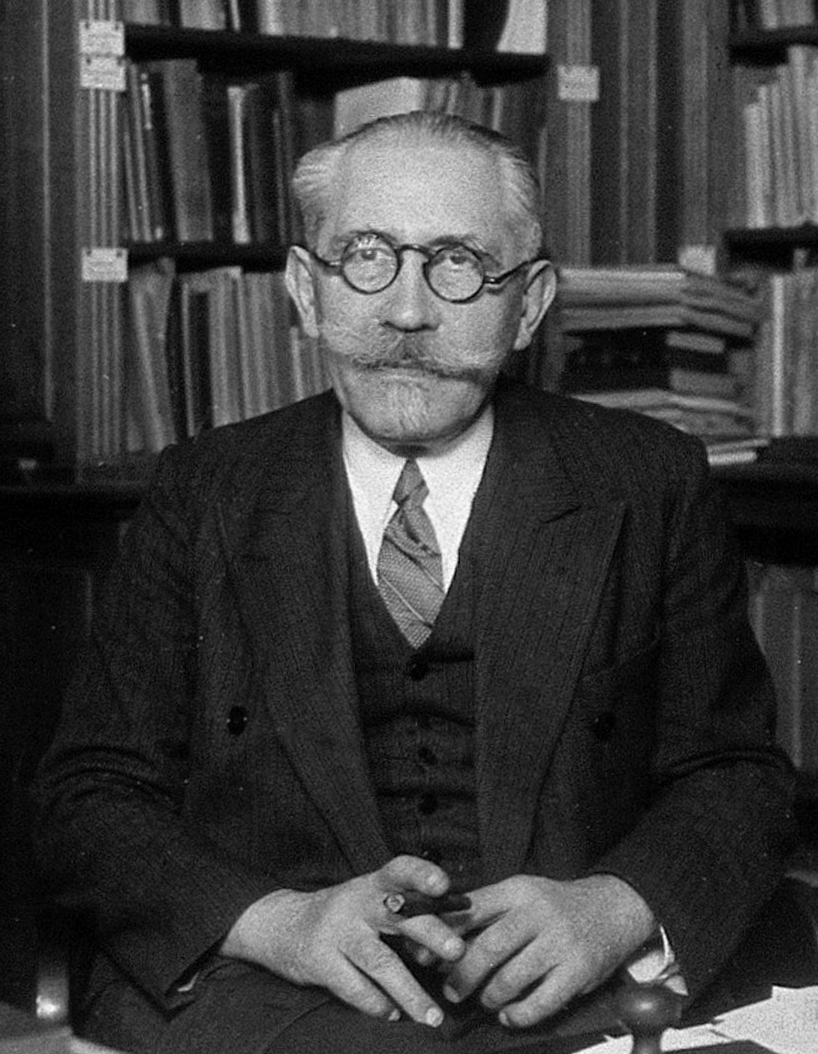
Paul Langevin dans son bureau, par Henri Manuel.
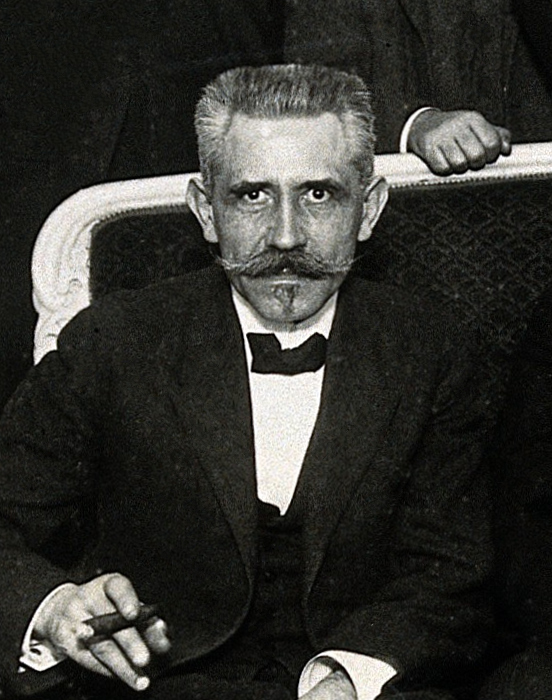
Paul Langevin vers 1923.
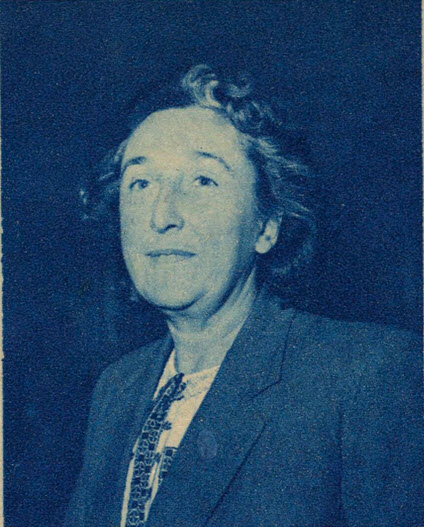
Luce Langevin, belle-fille de Paul Langevin, en 1951.
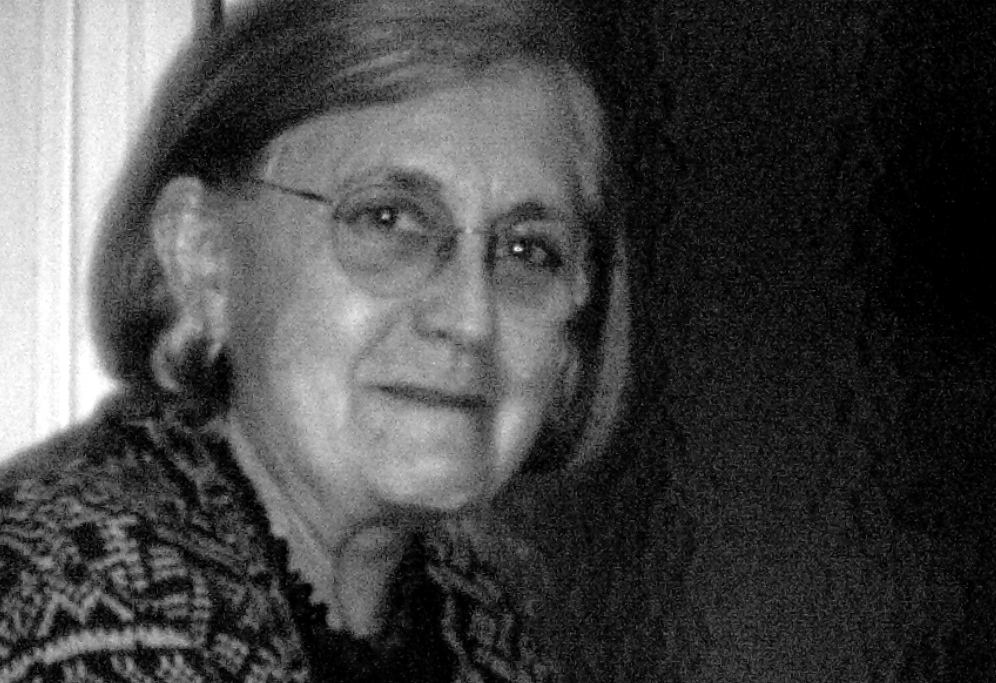
Annette Langevin, épouse de Bernard Langevin, en 2005.
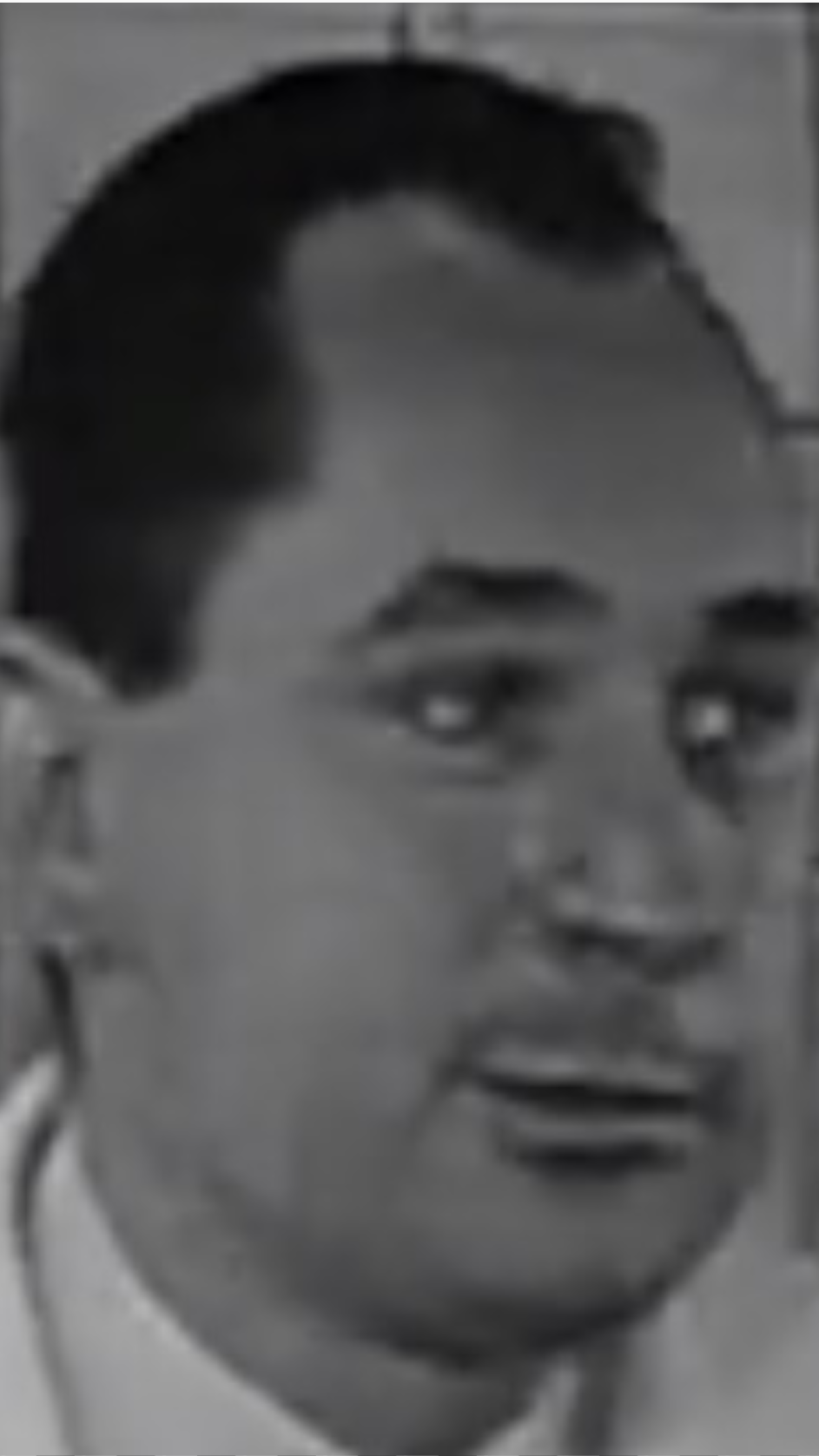
Michel Langevin, petit-fils de Paul Langevin, en 1963.
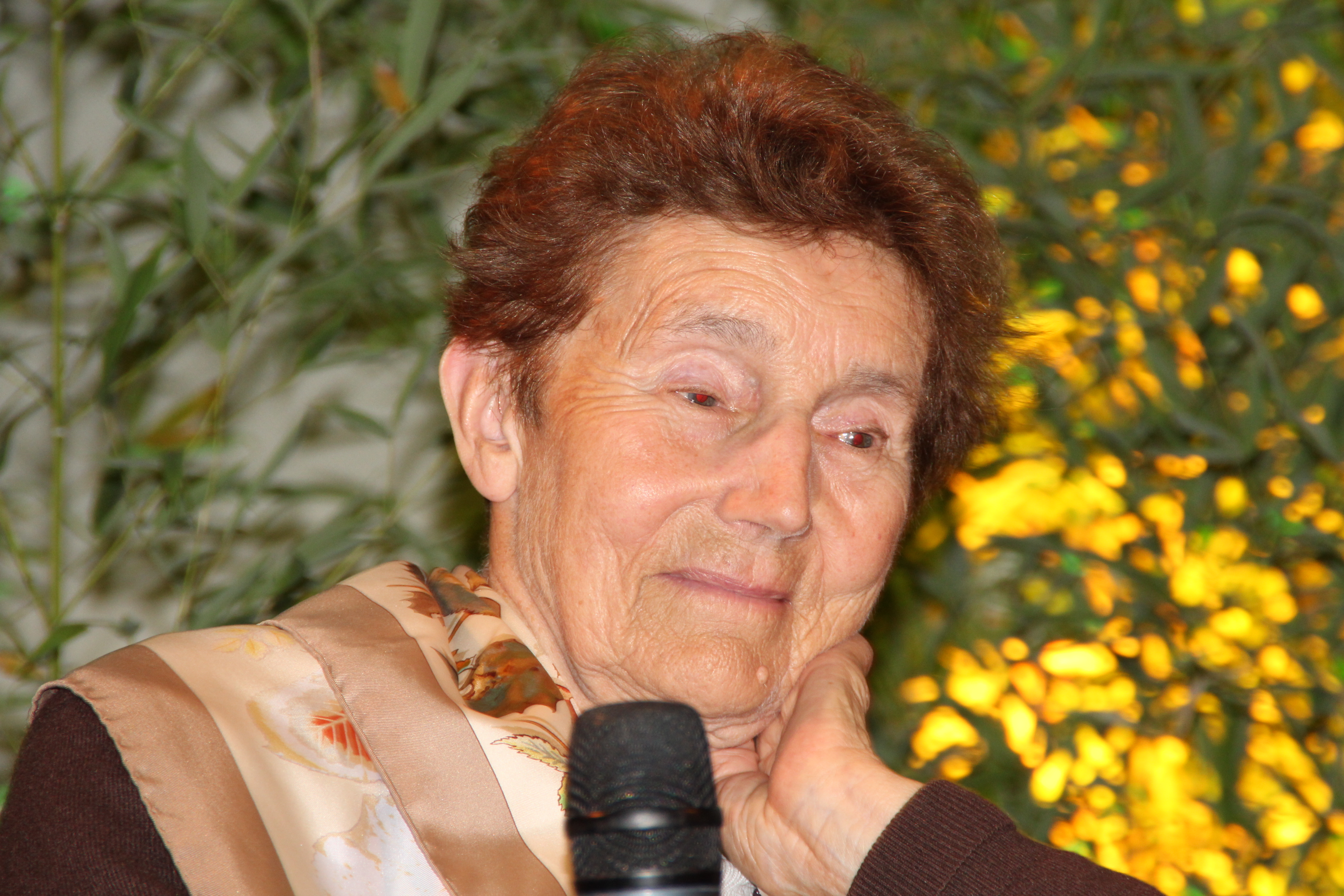
Hélène Langevin-Joliot, épouse de Michel Langevin, en 2012.
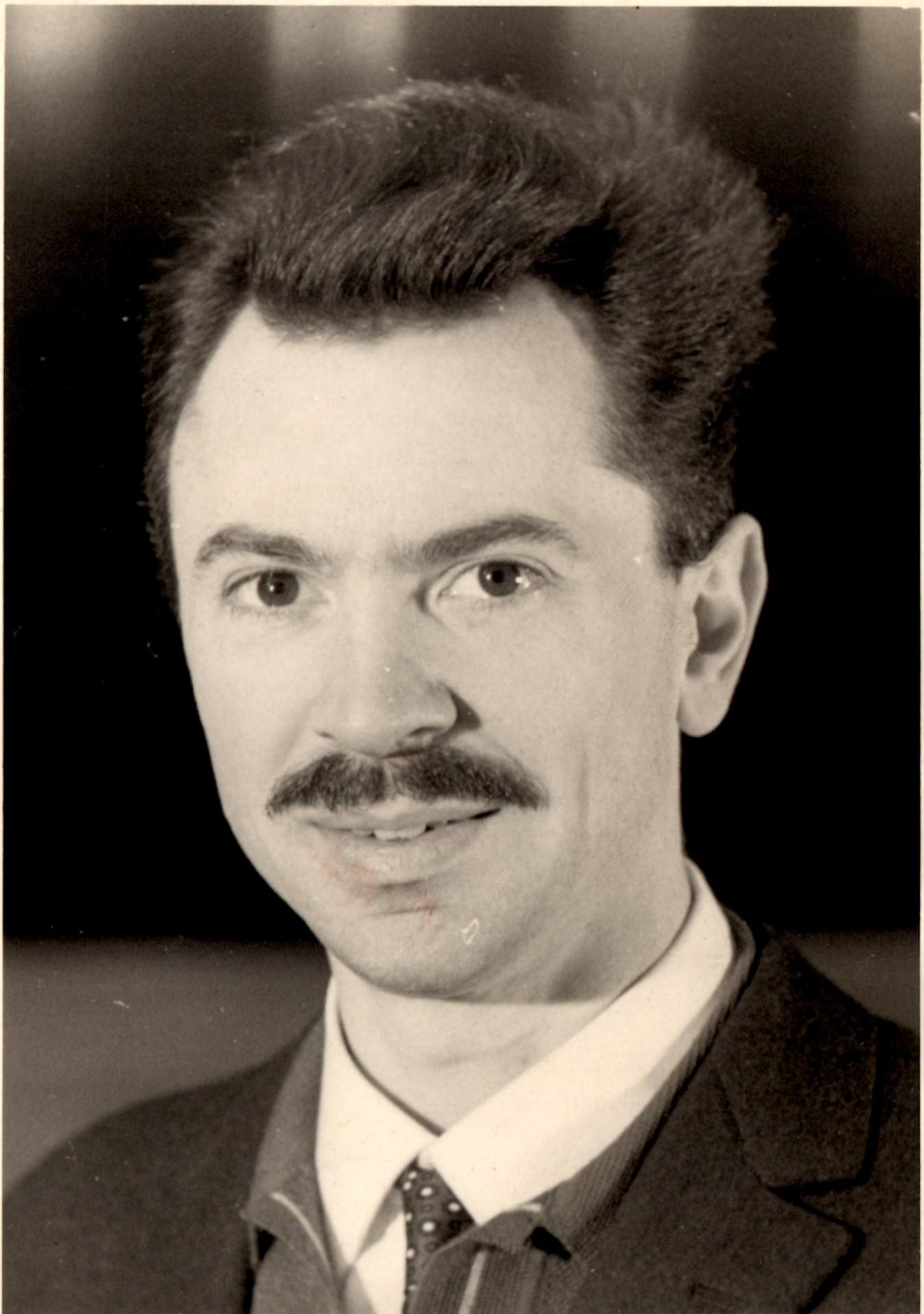
Paul-Gilbert Langevin, fils de Paul Langevin et d'Éliane Montel, vers 1960.

## Hommages
Plusieurs municipalités ont donné le nom de la famille à une voie de leurs communes, par exemple Bourg-en-Bresse, Chambly, Cormeilles-en-Parisis, Les Mureaux, Omey, Saint-Jean-de-la-Ruelle, Saint-Pierre-du-Perray, Strasbourg.
Il existe par ailleurs de nombreuses voies portant le nom de l'un des membres de la famille, notamment Paul Langevin, ou encore à Falaise une « rue Langevin » en souvenir de Pierre-Gilles Langevin, abbé et auteur de Recherches historiques sur Falaise (1814).

## Pour approfondir